# Krueng Baro Blang Me
Krueng Baro Blang Me is een bestuurslaag in het regentschap Aceh Utara van de provincie Atjeh, Indonesië. Krueng Baro Blang Me telt 273 inwoners (volkstelling 2010).